# 邁雅
邁雅（Maiar）是J.R.R.托爾金的小说中虚构的世界－“中土大陸”的一个种族。單數是Maia。
邁雅原先是埃努，幫助維拉塑造阿爾達。雖然邁雅的數目極其龐大，但並不是每一位邁雅都被命名。
邁雅之首是伊昂威，他是曼威的傳令官和掌旗官，及伊爾瑪瑞，她是瓦爾妲的婢女。有多於一位邁雅跟隨同一位維拉，例如歐希和烏妮，他們是維拉大海之神烏歐牟的下屬。
邪惡的維拉米爾寇（在《精靈寶鑽》中被稱為魔苟斯）引誘了許多邁雅墮落，其中包括索倫和炎魔（首領是勾斯魔格）等。
美麗安曾侍候過伊絲緹和威娜，她前往中土大陸，後來嫁給多瑞亞斯國王埃盧·庭葛（Elu Thingol），生下露西安·緹努維兒 （Lúthien Tinúviel），露西安後來嫁給人類貝倫，形成融合邁雅、精靈和人類的血脈。
在第三紀元年1100左右，維拉派遣了幾位邁雅進入中土大陸，幫助當地的人們對抗索倫，他們以人類老者的形象出現，被稱為「埃斯塔力」。這些邁雅有庫路耐爾（跟隨奧力），即白袍薩魯曼；阿溫代（跟隨雅凡娜），即褐袍瑞達加斯特；歐絡因（跟隨曼威，一說妮娜），即灰袍甘道夫；以及阿尼達和伯尼度，即藍袍摩列達和藍袍羅密斯達奴。兩名藍袍巫師去了中土大陸東方就不見蹤影，始終未知去向，一說被薩魯曼殺害。